# Espen Christensen
Espen Heggli Christensen, más conocido como Espen Christensen, (Stavanger, 17 de junio de 1985) es un jugador de balonmano noruego que juega de portero en el OV Helsingborg. Es internacional con la selección de balonmano de Noruega.
Con la selección ganó la medalla de plata en el Campeonato Mundial de Balonmano Masculino de 2017 y en el Campeonato Mundial de Balonmano Masculino de 2019.

## Palmarés

### Kristianstad
- Liga sueca de balonmano masculino (1): 2023

## Clubes
- Stavanger HB (2004-2006)
- Heimdal HK (2006-2008)
- H 43 Lund (2008-2012)
- Lugi HF (2012-2015)
- GOG Gudme (2015-2017)
- GWD Minden (2017-2020)[3]
- IFK Kristianstad (2020-2023)
- OV Helsingborg (2023- )